# Generator RC
Generator RC – generator drgań stosowany do wytwarzania przebiegów sinusoidalnych. Zbudowany jest ze wzmacniacza i rezystorów (R) oraz kondensatorów (C) tworzących sprzężenie zwrotne.
Generatory RC można stosować w zakresach małych częstotliwości, dla których kłopotliwe jest tworzenie generatorów LC (ze względu na konieczność stosowania cewek o wysokiej indukcyjności oraz dużej dobroci – przy niskich częstotliwościach rzędu kiloherców elementy indukcyjne posiadają duże wymiary). Generatory RC tworzą przebieg o bardzo małych zniekształceniach. Mają przy tym jednakże gorszą stałość częstotliwości od generatorów LC. Charakteryzują się również małą mocą wyjściową i sprawnością (ze względu na obecność rezystorów).
Układy RC posiadają szerokie możliwości przestrajania częstotliwości. Mogą generować sygnał w zakresie od ułamkowych części herca do kilku megaherców. Z tego powodu chętnie są stosowane jako generatory serwisowe i laboratoryjne.

## Zasada działania
Generator RC składa się z bloku wzmacniacza oraz przesuwnika fazowego RC. Dla pewnej pulsacji {\displaystyle \omega _{0},} nazywanej pulsacją pseudorezonansową spełnione są warunki generacji: amplitudy i fazy. Najczęściej wyróżniane są dwa przypadki:
- Wzmacniacz i przesuwnik odwracają fazę, każdy o 180° – co daje łączne przesunięcie równe 360° i zapewnia spełnienie warunku fazy {\displaystyle (\varphi _{1}+\varphi _{2}=2k\pi ,\;k\in \mathbb {N} _{+}).}
- Przesunięcie wnoszone przez blok RC wynosi 360°, wzmacniacz nie odwraca fazy, co również spełnia warunek fazy.

Wzmocnienie wzmacniacza musi być w obu przypadkach nieco większe od tłumienia obwodu RC, by mógł być spełniony warunek amplitudy {\displaystyle (\beta k_{u}=1),} a drgania oscylatora mogły być podtrzymywane.

## Rodzaje generatorów

### Generator z blokami RC lub CR i wzmacniaczem operacyjnym

Najprostszym rodzajem generatora jest układ, w którym dodatnie sprzężenie zwrotne tworzy drabinka filtrów górnoprzepustowych (blok CR) lub dolnoprzepustowych (blok RC). Pojedyncza sekcja wnosi przesunięcie fazy zawsze mniejsze od 90° (wynika to z niedoskonałości elementów R i C), dlatego potrzebne są przynajmniej trzy połączone kaskadowo sekcje dla uzyskania przesunięcia równego 180° (sekcji może być więcej, ale i tak muszą wnosić przesunięcie równe 180°). Wzmacniacz powinien w takim przypadku pracować w układzie odwracającym fazę (czyli też wnosi przesunięcie 180°).
Powyżej przedstawiono układ oparty na bloku RC. Rezystory {\displaystyle R_{1}} i {\displaystyle R_{2}} tworzą ujemne sprzężenie zwrotne stabilizujące amplitudę przebiegu. Rezystor {\displaystyle R_{1}} jest często zastępowany termistorem lub żarówką co jeszcze bardziej zwiększa amplitudę drgań i jednocześnie zmniejsza zniekształcenia nieliniowe (przesterowanie). Wynika to z faktu, że rezystancja tych elementów rośnie wraz ze wzrostem temperatury. Zwiększający amplitudę sygnał wyjściowy powoduje większy przepływ prądu przez element nieliniowy, jednocześnie zwiększając jego rezystancję. Powoduje to zmniejszenie napięcia w pętli sprzężenia zwrotnego i obniżenie amplitudy napięcia wyjściowego.
Tabelka poniżej przedstawia częstotliwość drgań oraz minimalne wzmocnienie wzmacniacza dla czterech najczęściej spotykanych układów sprzężenia zwrotnego.
| Typ sprzężenia                                                     | 3 człony RC                                     | 4 człony RC                                                 | 3 człony CR                                  | 4 człony CR                                              |
| ------------------------------------------------------------------ | ----------------------------------------------- | ----------------------------------------------------------- | -------------------------------------------- | -------------------------------------------------------- |
| Częstotliwość drgań {\displaystyle f_{0}}                          | {\displaystyle {\frac {1}{2\pi RC{\sqrt {6}}}}} | {\displaystyle {\frac {1}{2\pi RC{\sqrt {\frac {10}{7}}}}}} | {\displaystyle {\frac {\sqrt {6}}{2\pi RC}}} | {\displaystyle {\frac {\sqrt {\frac {10}{7}}}{2\pi RC}}} |
| Minimalne wzmocnienie napięciowe wzmacniacza {\displaystyle K_{u}} | {\displaystyle K_{u}>29}                        | {\displaystyle K_{u}>18,4}                                  | {\displaystyle K_{u}>29}                     | {\displaystyle K_{u}>18,4}                               |

Układy tego typu posiadają małą dobroć (wynika to z małego kąta nachylenia charakterystyki {\displaystyle K(\omega )} bloku RC), charakteryzują się dużymi zniekształceniami przebiegu i mała stabilnością częstotliwości. Są również trudne do przestrajania.

### Generator z mostkiem Wiena

W układzie tym gałąź mostka Wiena zawierająca kondensatory tworzy dodatnie sprzężenia zwrotne. Jeżeli {\displaystyle R=R_{1}=R_{2}} oraz {\displaystyle C=C_{1}=C_{2},} to dla częstotliwości pseudorezonansowej nie pojawia się przesunięcie fazy, a tłumienie obwodu sprzężenia wynosi 1/3. Jeżeli wzmacniacz będzie pracował w układzie nieodwracającym fazy oraz ze wzmocnieniem wynoszącym {\displaystyle K_{u}>3,} to spełnione zostaną warunki generacji.
Rezystory z drugiej gałęzi mostka można wykorzystać do stworzenia ujemnego sprzężenia zwrotnego, w celu zwiększenia stabilności amplitudy drgań.
Rezystory {\displaystyle R_{1}} i {\displaystyle R_{2}} tworzą ujemne sprzężenie zwrotne, w ten sposób, by zapewnić wzmocnienie równe 3. Ich stosunek wynosi więc {\displaystyle R_{1}=2R_{2}.} Przy takiej konfiguracji dobroć układu jest niska i wynosi 1/3. Jednakże przy drobnym rozstrojeniu mostka, tak by {\displaystyle R_{1}=R_{2}(2+\varepsilon ),} przy {\displaystyle \varepsilon } wynoszącym przykładowo 0,01, dobroć generatora drastycznie rośnie.
Częstotliwość przebiegu wynosi {\displaystyle f_{0}={\frac {1}{2\pi RC}}.}
Przebiegi generatora z mostkiem Wiena charakteryzują się niewielkimi zniekształceniami oraz dobrą stabilnością częstotliwości.

### Generator z przesuwnikiem podwójne T

Innym stosowanym oprócz mostka Wiena układem selektywnym jest czwórnik podwójne T. Czwórnik ten jest zrównoważony dla {\displaystyle C_{1}=2C} oraz {\displaystyle R_{1}={\frac {1}{2}}R.} Dla częstotliwości generacji {\displaystyle f_{0}={\frac {1}{2\pi RC}}} przesunięcie fazy wynosi 180°, a tłumienie 1/4. By spełnione zostały warunki generacji, wzmacniacz musi odwracać fazę i mieć wzmocnienie {\displaystyle K_{u}>4.}
Częstotliwość przebiegu wynosi {\displaystyle f_{0}={\frac {1}{2\pi RC}}.}
Przebiegi tego generatora charakteryzują się małymi zniekształceniami oraz sporą stabilnością częstotliwości.